# Nights: Journey of Dreams
Nights: Journey of Dreams (ナイツ 〜星降る夜の物語〜?, Naitsu: Hoshifuru yoru no monogatari, lett. "Nights: La storia di una notte stellata") è un videogioco del 2007 pubblicato da Sega in esclusiva per Nintendo Wii. Si tratta del sequel di Nights into Dreams..., pubblicato nel 1996 per Sega Saturn.

## Trama
I protagonisti della storia sono due ragazzini, William Taylor and Helen Cartwright, che si ritroveranno nel fantastico Mondo dei Sogni, diviso in Nightopia, un reame felice che ci ospita nelle notti serene, e quello di Nightmare, dove invece gli incubi prendono vita ed il cui sovrano vorrebbe distruggere il regno rivale per poter offrire solamente notti infauste alle persone. I protagonisti dovranno dualizzarsi con Nights, unendo così i loro rispettivi spiriti.

## Modalità di gioco
Nights: Journey of Dreams è suddiviso in sette livelli. Tre livelli devono essere affrontati con Will e tre con Helen, mentre nello scontro con il boss finale sono presenti entrambi i personaggi. Il gioco è centrato intorno al controllo del volo di notte lungo un percorso predeterminato attraverso ogni livello, simile a quello di un platform 2D o di un gioco di corse. In ogni livello, i giocatori controllano inizialmente Will o Helen. L'obiettivo principale del gioco è quello di volare attraverso gli anelli e catturare uccelli come i Nightmaren che possiedono chiavi che sbloccano una serie di gabbie. Ci sono tre gabbie in ogni livello e devono essere sbloccate tutte entro un determinato lasso di tempo affinché il giocatore possa procedere. Ogni collisione con un nemico sottrae cinque secondi rispetto al tempo rimanente e se il tempo esaurisce, il gioco terminerà prematuramente. La barra energetica che andrà progressivamente esaurendosi utilizzando l'accelerazione. Questa spinta serve sia per incrementare la velocità sia come aiuto per ottenere delle concatenazioni sempre più lunghe incrementando così il punteggio finale. L'unica abilità di Nights oltre alla spinta di accelerazione è la capacità di creare un piccolo vortice in grado di risucchiare i nemici.
Il gioco presenta elementi e trappole che aiutano o ostacolano il progresso del giocatore. Raccogliere i chip blu sparsi intorno ai livelli aumenterà il punteggio del giocatore e i chip di tempo prolungheranno il tempo del giocatore o rallenteranno gli "Awakers" se raccolti a piedi. Volando attraverso gli anelli dorati si ricaricherà il misuratore di spinta del giocatore, colpendo gli anelli spinati il giocatore subirà dei danni mentre gli anelli verdi,a differenza degli anelli dorati, non scompariranno una volta attraversati. Il gioco coinvolge anche l'uso di "maschere personali", che trasformeranno Nights in un'entità diversa, dando così nuove abilità al giocatore. Ci sono tre personaggi in cui trasformarsi: la trasformazione in delfino consente al giocatore di nuotare sotto acqua, la trasformazione in razzo velocizza il volo e la trasformazione in drago aumenterà la resistenza al vento. I boss devono essere affrontati due volte in ogni livello: lo scontro ad inizio livello sarà più semplice, mentre quello a fine livello più complicato.